# Héctor Payán
Héctor Payán Menchaca (Chihuahua, 28 agosto 1948 – Chihuahua, 14 dicembre 2012) è stato un cestista messicano.

## Carriera
Con il Messico ha disputato i Giochi panamericani di Cali 1971.